# Atlantis le Centre
Pour les articles homonymes, voir Atlantis.
 (mai 2013).
Atlantis le Centre est une galerie marchande de 43 000 m2 située sur la commune de Saint-Herblain, à 7 km du centre-ville de Nantes, au centre d'une zone commerciale de 70 ha baptisée « pôle commercial Atlantis ». Elle est l'une des plus vastes galeries marchandes du Grand Ouest, juste devant son voisin Tourangeau Les Atlantes situé à deux heures de route.
Cette galerie comporte environ 170 enseignes (dont 42 restaurants). Sa clientèle vient très majoritairement des Pays de la Loire et aussi dans une moindre proportion de la région Bretagne due à la proximité de cette région. 
La zone commerciale est reliée au Zénith de Nantes Métropole et à la ZAC d'Ar Mor par une passerelle qui enjambe la nationale 444.

## Historique
La zone est créée en 1987, à l'instigation de Michel Chauty (alors maire de Nantes de 1983 à 1989), sur des terrains qu'il avait lui-même placés en réserve foncière lorsqu'il était à la tête de la mairie de Saint-Herblain (de 1959 à 1977).
Ce centre commercial bénéficiera de l'arrivée du plusieurs enseignes, dont un Usines Center, sur 13 000 m2. Ce dernier bâtiment abrite des magasins d'usines de 1987 à juin 1990. En 1994, Décathlon s'installe sur 3 000 m2, au sous-sol du complexe, jusqu'alors resté à l'abandon. Le cinéma multiplexe investit l'étage du bâtiment en 1996.
La salle de spectacles ONYX, inaugurée en 1988, cube noir dû à l'architecte Jean Nouvel, est située au milieu de la zone commerciale.
En 2002, Ikea s'installe sur 13 000 m2. Une nouvelle galerie marchande est alors ouverte, faisant le lien entre le magasin et le centre E.Leclerc.
En 2003, But transfère son magasin de la route de Vannes (Orvault) vers Atlantis (doublant sa surface de 2 750 à 5 500 m2).
En 2008, la ville de Saint-Herblain, et la Commission départementale d'équipement commercial (CDEC) de la Loire-Atlantique, donnent leur accord pour le projet d'agrandissement de l'extension de la galerie commerciale du centre Atlantis, pour atteindre 14 000 m2. Ainsi, le pôle Atlantis compte 113 magasins et 23 restaurants.

### Agrandissement entre 2010 et 2012
Au printemps 2010, le début des travaux consiste en la démolition des magasins de tailles moyennes, sur l'ancienne avenue Océane. Certains de ces magasins ont déménagé.
À l'automne 2010, commence l'aménagement de la nouvelle « avenue Océane », qui longe la nationale 444, afin de permettre le contournement de la future extension, et la fluidité du trafic.
Début de l'année 2011, c'est le début de la construction d'un parking-silo, sur quatre étages, pouvant accueillir 1 200 places de stationnement, permettant de désengorger les parkings existants[réf. souhaitée], et de remplacer les places perdues sur la surface de l'extension. Dans le même temps, c'est la restructuration de la galerie commerciale.
À l'automne 2011, c'est l'ouverture du nouvel espace culturel E.Leclerc, le plus grand de France, au sein de la galerie commerciale, avec un nouvel aménagement intérieur, sur deux étages.
Au printemps 2012, ouverture de la nouvelle station service ainsi que l'ouverture progressive du parking-silo et de ses 2 500 nouvelles places de stationnement supplémentaires.
À l'été 2012, de nouvelles enseignes font leur ouverture dans la galerie, d'autres enseignes en profitent pour rénover leurs magasins[réf. souhaitée].
À l'automne 2012, c'est la clôture des travaux d'agrandissement de la zone commerciale : ouverture de la nouvelle galerie, avec de nouvelles enseignes de magasins et de restaurants. Elle est surplombée par une verrière de 2 000 m2 et 25 mètres de haut. À quelques pas de la galerie, ouverture en 2012 du Bhô Hôtels 3 étoiles, conçu par l'architecte Anthony Rio.
L'inauguration de l'extension de la galerie a lieu le 15 novembre 2012. Dans le même temps, c'est aussi l'ouverture du parking souterrain. Cependant, certains magasins n'ont pas eu le temps d'ouvrir pour le jour de l'inauguration : la plupart d'entre eux n'ont été inaugurés qu'en janvier 2013[réf. souhaitée].

## Principales enseignes
La galerie marchande s'articule autour d'un hypermarché E.Leclerc et d'un magasin de meubles Ikea. La galerie est également dotée de magasins de prêt-à-porter, de chaussures, d'aménagement intérieur, spécialisés dans le numérique ou l'électronique, des chaînes de restauration, des parfumeries, des magasins de services, des banques, etc.
Certains magasins s'y sont greffés, lors de l'extension. Des enseignes de restaurations plus anciennes en ont également profité pour entamer des travaux de rénovation ou se déplacer.

## Accès

### Transports en commun
Réseau TAN
- Tramway :
  - Ligne    1  , arrêts : F.Mitterrand, Schoelcher, Tourmaline
- Bus :
  - Ligne   50 , (Basse-Indre ↔ Pte de la Chapelle), arrêts : Océane, Dumont d'Urville, Jacques Cartier, F.Mitterrand 
  - Ligne   71 , arrêt : F.Mitterrand 
  - Ligne   93 , arrêts : Océane, Dumont d'Urville, Jacques Cartier, F.Mitterrand

Réseau Aléop
- Bus :
  - Ligne   350 , (Savenay ↔ Saint-Étienne-de-Montluc ↔ Nantes), arrêts F.Mitterrand et Océane

### Transports routiers
- Par le périphérique, aux portes no 32 (Porte d'Atlantis), no 33 (Porte d'Ar Mor), no 34 (Porte de Chézine).
- Par la route N 444, sortie no 1.
- De Nantes, ou Saint-Herblain, boulevards Marcel-Paul ou Salvador-Allende.

### Accès piéton
Une passerelle relie la zone commerciale à la « ZAC d'Armor », où se trouve notamment le Zénith de Nantes Métropole.